# 弗朗茨·安东·冯·科洛弗拉特-利布施泰因斯基
弗朗茨·安东·冯·科洛弗拉特-利布施泰因斯基伯爵（德語：Franz Anton von Kolowrat-Liebsteinsky，1778年1月31日—1861年4月4日），是奥地利帝国的政治家、贵族，出身于波希米亚的名门科洛拉特家族。1835年3月，斐迪南一世继位为奥地利皇帝。他与梅特涅、路德维希大公等作为先帝弗朗茨一世委任的辅政大臣，共同执掌帝国的军政大权。1848年革命爆发后，梅特涅被迫下野流亡到英国；科洛拉特伯爵接任首相，但在一个月后旋即因病辞职。